# Hagsäckspinnare
Hagsäckspinnare (Solenobia fennicella) är en fjärilsart som beskrevs av Suomalainen 1980. I den svenska databasen Dyntaxa används istället namnet Dahlica fennicella. Enligt Catalogue of Life ingår hagsäckspinnare i släktet Solenobia och familjen säckspinnare, men enligt Dyntaxa är tillhörigheten istället släktet Dahlica och familjen säckspinnare. Arten har ej påträffats i Sverige. Inga underarter finns listade i Catalogue of Life.